# Guillaume de Lahille
Guillaume de Lahille (okzitanisch Guilhem de Lahille; † 16. März 1244, Montségur) war ein okzitanischer Ritter, Faydit und Katharer im 13. Jahrhundert.
Lahille gehörte einer tief im katharischen Glauben verankerten Grundherrenfamilie aus dem Umland von Laurac an und kämpfte im Gefolge des jungen Raimund VII. von Toulouse gegen den Albigenserkreuzzug. Im Jahr 1220 bewerkstelligte er zusammen mit den Rittern Bernard-Othon de Niort und Bernard de Saint-Martin die Flucht der katharischen Würdenträger Guilhabert de Castres und Raymond Agulher aus dem von den Kreuzrittern belagerten Castelnaudary. Nachdem sich der Graf von Toulouse 1229 im Frieden von Paris der französischen Krone hatte unterwerfen müssen, schloss sich Lahille dem Gefolge des Pierre Roger de Mirepoix auf dem Montségur an, dem letzten Rückzugsort der Katharer und die Operationsbasis des militanten Widerstandes gegen die königliche und römisch-katholische Obrigkeit. 1240 beteiligte er sich an dem Aufstand des Raimund II. Trencavel und wurde mit der Erhebung der Herdsteuer zugunsten der Aufständischen beauftragt.
Am 17. Oktober 1241 wurde Lahille zusammen mit Bernard de Saint-Martin und Guillaume de Balaguier von den Inquisitoren Guillaume Arnaud und Étienne de Saint-Thibéry in Abwesenheit als Ketzer verurteilt, was den Tod auf dem Scheiterhaufen nach sich gezogen hätte. Am 28. Mai 1242 gehörten alle drei Faydits jenem von Pierre Roger de Mirepoix angeführten Kommando des Montségur an, das nach Avignonet zog, wo die beiden Inquisitoren im Palast des Grafen von Toulouse ihr Quartier bezogen hatten. In der Nacht jenes Tages, Christi Himmelfahrt, drangen die drei an der Spitze eines Vorauskommandos in die Gemächer der Inquisitoren ein und ermordeten diese mit Streitäxten. Diese Tat hatte im Mai 1243 die Belagerung des Montségur durch ein königliches Heer zur Folge, an dessen Verteidigung sich Lahille und Saint-Martin beteiligten; Balaguier war noch im selben Jahr von Graf Raimund VII. von Toulouse ergriffen und gehängt worden. Im Frühjahr 1244 trug Lahille im Kampf eine schwere Verwundung davon, die er allerdings überlebte. In den am 2. März ausgehandelten Kapitulationsbedingungen sprach der königliche Seneschall eine Generalamnestie für die Attentäter von Avignonet aus, während alle bekennenden und geweihten Katharer, die nicht bereit waren, ihrem Glauben abzuschwören, zum Tod auf dem Scheiterhaufen verurteilt wurden. Sowohl Lahille als auch Saint-Martin nahmen am 13. März von dem Katharerbischof Bertrand Marty das Consolamentum entgegen, die Weihe zum bekennenden katharischen Perfectus. Wie alle anderen Gläubigen vom Montségur, darunter seine Schwester und Cousine, verweigerte er am 16. März die Konversion und wurde auf dem Scheiterhaufen am Fuß des Montségur verbrannt.